# Economía de Costa Rica
La estructura económica de Costa Rica radica básicamente en el turismo, la agricultura y la exportación de equipos electrónicos y los servicios. El país redujo significativamente la pobreza durante 1950 y 1980 gracias a un fuerte impulso por parte del Estado a los procesos productivos para el mercado interno, así como al desarrollo de una fuerte inversión social en educación, salud, electricidad, telecomunicaciones y provisión de servicios de agua; entre otros.
La economía costarricense es la décima segunda economía de América Latina en términos de producto interno bruto (PIB) nominal, (después de Uruguay y antes que Panamá) y la décima segunda en cuanto al PIB a precios de paridad de poder adquisitivo (PPA) (por debajo de Panamá y después que Bolivia). Costa Rica posee una renta per cápita de USD 13.090 PIB per cápita a precios nominales y USD 25.005 PIB per cápita PPA.
La reducción de la pobreza se detuvo durante la crisis de los años 80, y se estancó al finalizar la década de los 90, oscilando entre el 20 y el 22% de la población. Este estancamiento se inició antes del inicio de las políticas de corte neoliberal, mediante las cuales se ha ido abriendo espacio a actividades de carácter privado a costa de muchos de los servicios que antes fueron brindados por las instituciones públicas. Aunque la economía y la riqueza han crecido significativamente, la pobreza dejó de disminuir porque los modelos orientados a la creación de empleo especializado excluyen a las personas sin formación universitaria, o técnica. El crecimiento de la economía ha pasado, desde un 5.9% en 2005 a un 8.8% en 2006 y un 7.8% en 2007. Debido a la crisis económica que afectó al mundo desde el 2008, la economía de Costa Rica desaceleró su crecimiento al 2.6% en 2008 y decreció en 2009 con un negativo de -1.1%. En el 2010 el crecimiento fue cerca del 4%, lo que muestra una leve recuperación de la recesión económica y se espera que en el 2011 el crecimiento sea de 4.5%. El alto déficit de gobierno disminuyó durante la década de los 80 y 90 la cantidad de dinero destinada a mantener la calidad de los servicios sociales del país. La política de austeridad promulgada durante la administración de Abel Pacheco de la Espriella, logró reducir el déficit e incluso se logró obtener un superávit en 2006 y 2007, debido a la baja inversión del estado y las mejoras en materia fiscal. 
El índice de inflación estuvo rondando el 22.5% en 1995, bajó sustancialmente a un 11.1% en 1997, 12% en 2005, 13.9% en 2008, hasta alcanzar el 4.05% en 2009, subió nuevamente al 5.58% en 2010, osciló entre 3 y 5% entre 2011 y 2013, cerrando el 2014 en 5.13%. En 2015, el país experimentó deflación por primera vez en 40 años, al cerrar el año en 0.83%, de la que empezó a recuperarse en 2016, cuando cerró con una inflación de 0.77%. En 2017, el indicador se situó en el 2.57% y, según el Banco Central de Costa Rica, se esperaba un índice similar para 2018.
Costa Rica ha buscado ampliar sus lazos económicos y comerciales, tanto dentro como fuera de la región. El país tiene tratados de libre comercio con Canadá, Chile, China, la Comunidad del Caribe (CARICOM), Trinidad y Tobago, Guyana, Barbados, Belice, Jamaica, El Salvador, Estados Unidos, Guatemala, Honduras, México, Nicaragua, Panamá, Perú, República Dominicana, Singapur, Unión Europea, y Ecuador.

## Situación económica

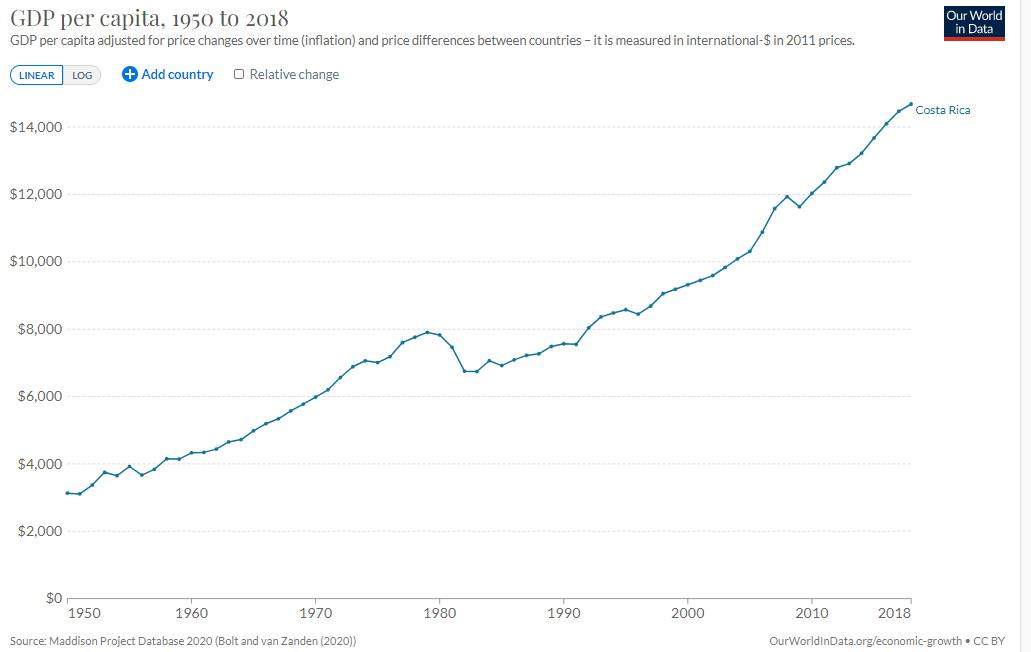
Evolución histórica del PIB per cápita de Costa Rica

Actualmente la economía costarricense se basa en una estructura mixta y bastante diversificada, con fuertes inversiones en el sector de servicios y, en menor medida, agrícolas.
Continúan siendo importantes los ingresos por exportaciones de Costa Rica que proceden de productos agrícolas tradicionales, como lo son el banano, el café, el azúcar, el cacao y la piña. Destaca la producción de café costarricense de alta calidad y su exportación al mercado estadounidense en donde es muy apreciado. Sin embargo los ingresos provenientes de la exportación de productos no tradicionales -como las flores y los mini vegetales- han superado en gran medida a los anteriores y el sector de servicios ha crecido fuertemente en los últimos años, generando más de 10 mil empleos.

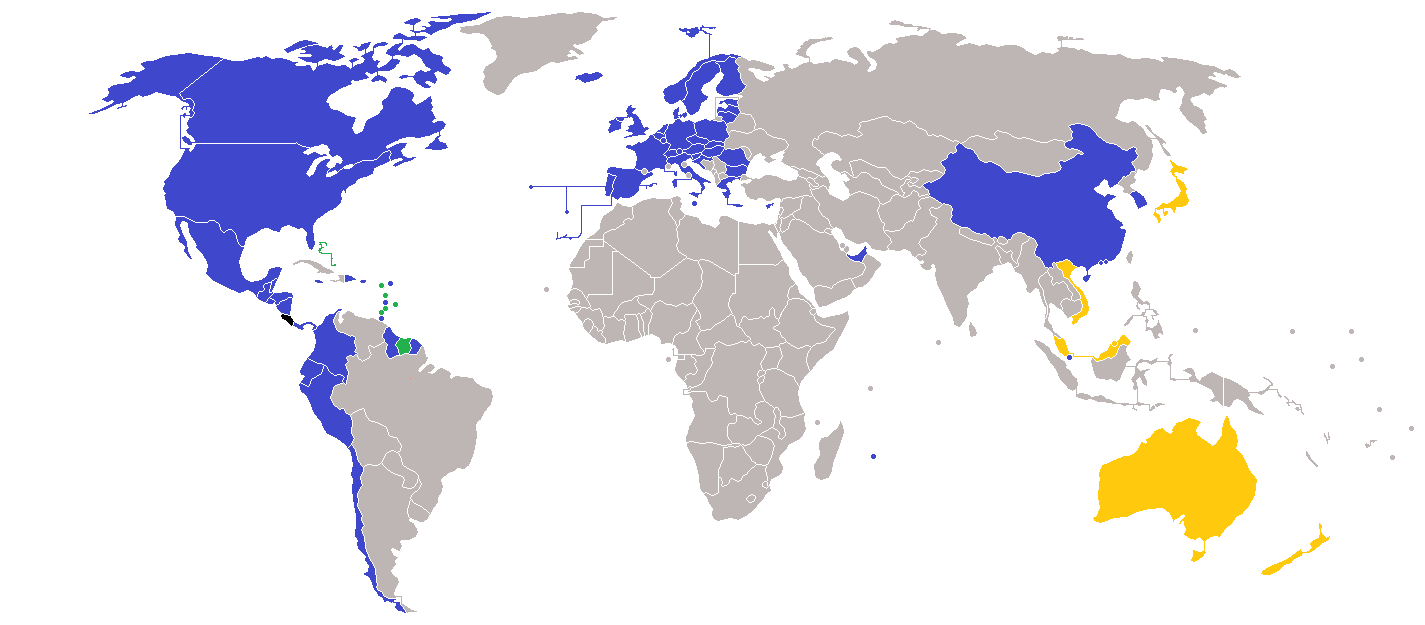
Tratados de libre Comercio Costa Rica
Costa Rica
Tratados Activos
Tratados firmados pero aun no ratificados

El turismo es la industria con mayor crecimiento y desde inicios de la década de 2000 genera más divisas que cualquiera de los principales productos agrícolas de exportación.
La industria de producción de insumos médicos llegó a convertirse en el principal producto de exportación de Costa Rica, alcanzando en 2015 $2200 millones de dólares y experimentando un crecimiento del 19% con respecto al 2013, desplazando al sector productor de componentes electrónicos para microprocesadores y a la piña. El sector da empleo a 19.000 personas, un 55% mujeres.
Debido a su ambiente pacífico, el alto nivel educativo de sus habitantes y adecuadas políticas de estímulo a empresas, en el país se inició a mediados de los años 90 la producción de materiales y productos tecnológicos y de microtecnología. De esta manera, desde el año 1997 y con la entrada de la multinacional de microprocesadores Intel, el país ha contado con una fuente adicional de ingresos. En 2006 la planta de microprocesadores de Intel fue responsable por el 20% del total de las exportaciones y produjo un 4,9% del PIB del país. En 2014, Intel cerró su fábrica de microprocesadores y lo substituyó por un Centro de Investigación y Desarrollo que se dedica al diseño, prototipo, prueba y validación de soluciones de circuitos integrados y desarrollo de software, y un Centro de Servicios Globales que desarrolla otras actividades de alta complejidad. Entre ambos centros se emplean 2000 personas graduadas en áreas de ingeniería, ciencias, tecnologías, recursos humanos y finanzas. Los servicios de software en Costa Rica representan un 1.3% de la producción local, aportando un 0.28% del PIB, con un crecimiento constante del peso del sector en la economía nacional y más de 1300 empresas nacionales vinculadas al desarrollo de software.
Costa Rica es un país del agrado de muchas multinacionales para asentar sus centrales o delegaciones de servicios dentro de la región, destacando Amazon, Procter & Gamble, Intel, Smith & Nephew, Bridgestone, Coca-Cola, Hewlett-Packard, Sykes, Sony, DHL, Cisco Systems, GlaxoSmithKline, Pfizer, Western Union, Baxter, IBM, Oracle, Walmart, Kimberly Clark, Cargill, Emerson Electric y Dole, VMware.

## Comercio exterior
En 2020 el país fue el 84.º exportador más grande del mundo (US $ 11.4 mil millones, 0.1% del total mundial). En la suma de bienes y servicios exportados alcanza los US $ 21.200 millones, ocupando el puesto 74 en el mundo. En cuanto a las importaciones en 2020 fue el 84.º mayor importador del mundo: 14,4 mil millones de dólares.

## Inversión Extranjera Directa (IED)
La Inversión Extranjera Directa (IED) ha desempeñado un papel fundamental en el desarrollo económico de Costa Rica, consolidando su condición de destino atractivo para los inversores internacionales. Costa Rica ha atraído con éxito IED en diversos sectores, como la industria manufacturera, los dispositivos médicos y los servicios. A medida que la IED continúa fluyendo hacia el país, la economía de Costa Rica se diversifica y fortalece, contribuyendo a su crecimiento a largo plazo y a su competitividad global.
Entre 2013 y 2022, el país recibió 26.900 millones de dólares en entradas de IED, de los cuales 3.200 millones tuvieron lugar en 2022, principalmente hacia el sector manufacturero y procedentes de Estados Unidos, seguido de Suiza y Colombia. La IED representó el 4,6% del PIB en 2022.
Tanto en 2022 como en 2023, Costa Rica destaca como el primer destino de Inversión Extranjera Directa (IED) en relación con el tamaño de su economía, 12,7 veces más de lo esperado, según el Greenfield FDI Performance Index 2023.
El informe Inversión Extranjera Directa en América Latina y el Caribe 2023 destaca que Costa Rica fue el principal receptor de inversión extranjera directa en Centroamérica en 2022 con $3.673 millones, es decir, un 2,2% más que lo recibido en 2021. La Cepal reveló en el informe que el 71% de esta inversión extranjera directa recibida por Costa Rica el año pasado corresponde a reinversiones.
Actualmente, más de 350 empresas globales han escogido a Costa Rica para potenciar sus operaciones globales. A lo largo de los años, Costa Rica atrajo con éxito importantes inversiones de empresas como Intel Corporation, Procter & Gamble, Abbott Laboratories y Baxter Healthcare. La contribución de la industria manufacturera al PIB superó a la de la agricultura en la década de 1990, impulsada por la inversión extranjera en las zonas francas de Costa Rica, donde las empresas se benefician de incentivos fiscales y de inversión. Las empresas en dichas zonas deben exportar al menos el 50% de sus servicios. Bastante más de la mitad de ese tipo de inversión ha venido de EE. UU.. Según el gobierno, las zonas apoyaron más de 164 mil empleos directos y 57 mil empleos indirectos en 2021; el empleo directo creció 5% con respecto a 2017. Los salarios promedio en la ZLC aumentaron un 6% y fueron 1,2 veces superiores al promedio de trabajo de la empresa privada en el resto del país. Entre las empresas con instalaciones en la Zona Franca América de Heredia, por ejemplo, se encuentran Dell, HP, Bayer, Bosch, DHL, IBM y Okay Industries.

## Sector primario

### Agricultura
Costa Rica produjo, en 2019:

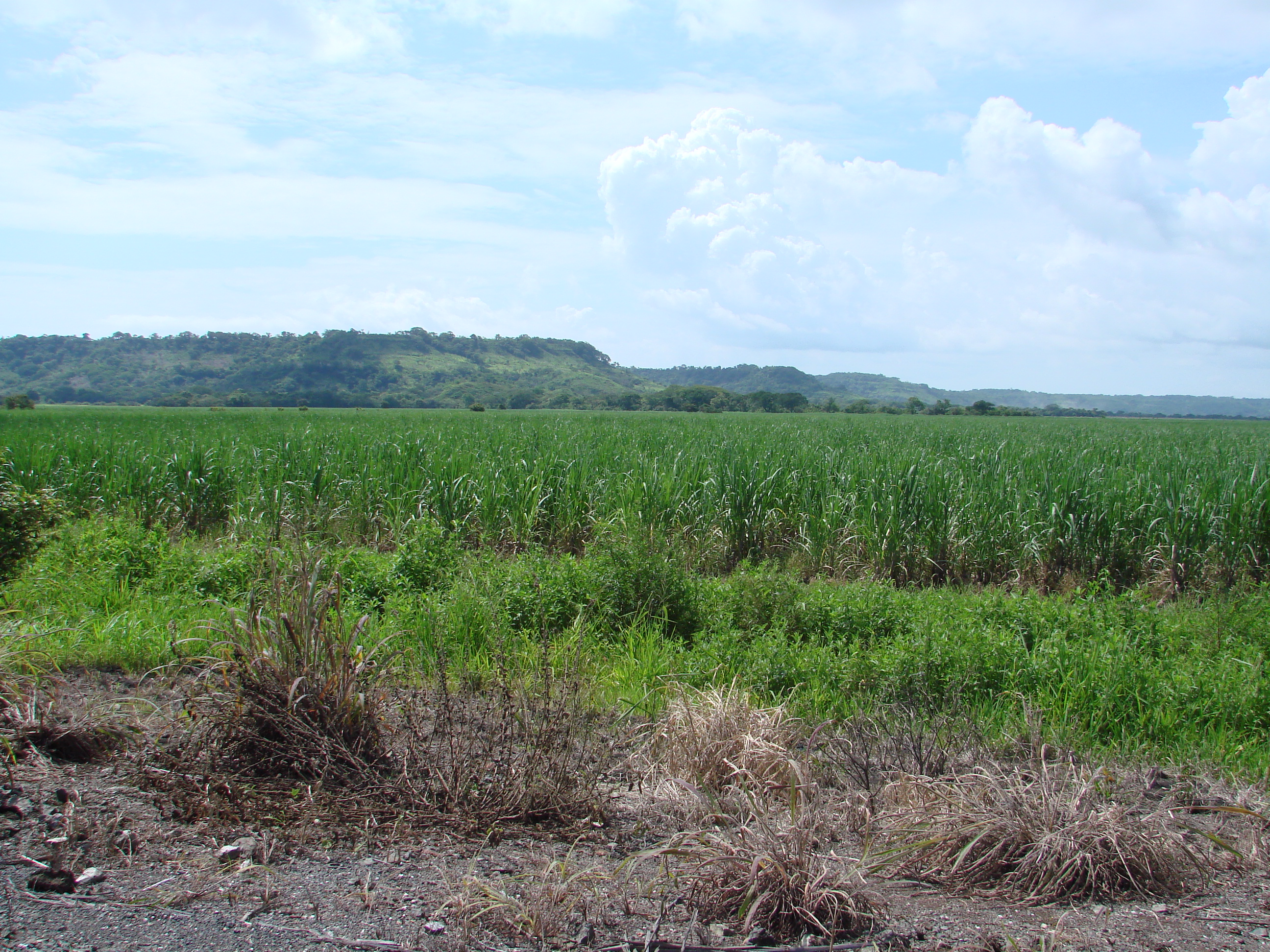
Caña de azúcar en Costa Rica.

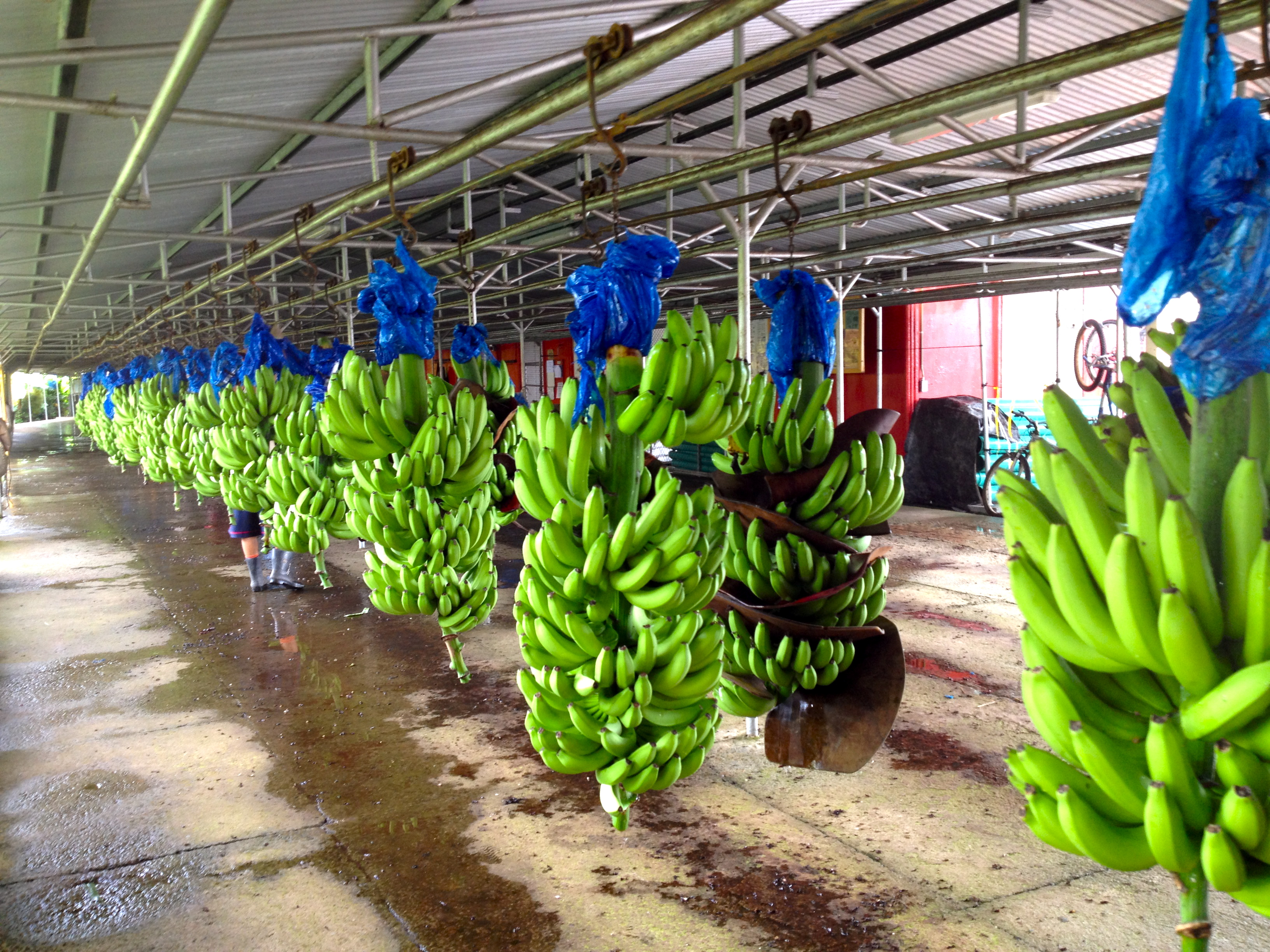
Bananos costarricenses.

- 4,4 millones de toneladas de caña de azúcar;
- 3,3 millones de toneladas de piña (mayor productor del mundo);
- 2,5 millones de toneladas de banano (16.º productor mundial);
- 10 millónes de toneladas de aceite de palma;
- 226 mil toneladas de naranja;
- 159 mil toneladas de mandioca;
- 153 mil toneladas de arroz;
- 124 mil toneladas de melón;
- 86 mil toneladas de papaya;
- 84 mil toneladas de café;
- 83 mil toneladas de patata;
- 60 mil toneladas de tomate;
- 53 mil toneladas de mango;

Además de pequeñas producciones de otros productos agrícolas. El país es el segundo exportador de banano más grande del mundo. La piña y el café, entre otros, también se producen para la exportación.

### Ganadería
En ganadería, Costa Rica produjo, en 2019: 145 mil toneladas de carne de pollo; 88 mil toneladas de carne de vacuno; 65 mil toneladas de cerdo; 1.100 millones de litros de leche de vaca, entre otros.

## Sector secundario

### Industria
El Banco Mundial enumera los principales países productores cada año, según el valor total de la producción. Según la lista de 2018, Costa Rica tenía la 76.ª industria más valiosa del mundo ($ 7.0 mil millones).
En 2019 el país no produjo vehículos ni se ubicó entre los 40 mayores productores de acero.

### Energía

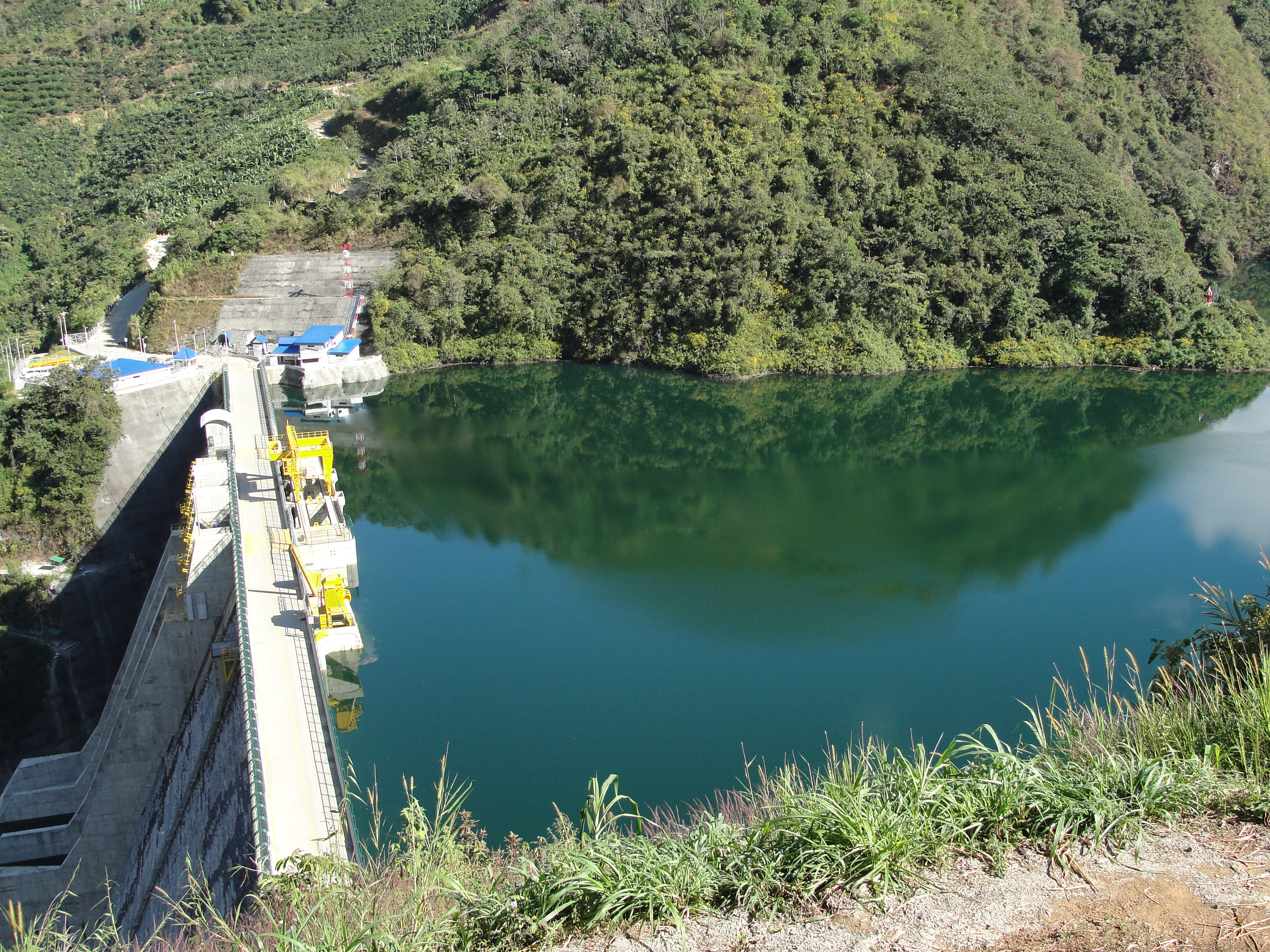
Hidroeléctrica de Costa Rica.

En energías no renovables, en 2020, el país no produjo petróleo. En 2011 el país consumió 50 mil barriles/día (99° consumidor más grande del mundo). En 2015, el país no produjo gas natural. El país no produce carbón.
En energías renovables, en 2020, Costa Rica fue el 49.º productor mundial de energía eólica en el mundo, con 0,4 GW de potencia instalada, y no produjo energía solar.

## Sector terciario

### Turismo

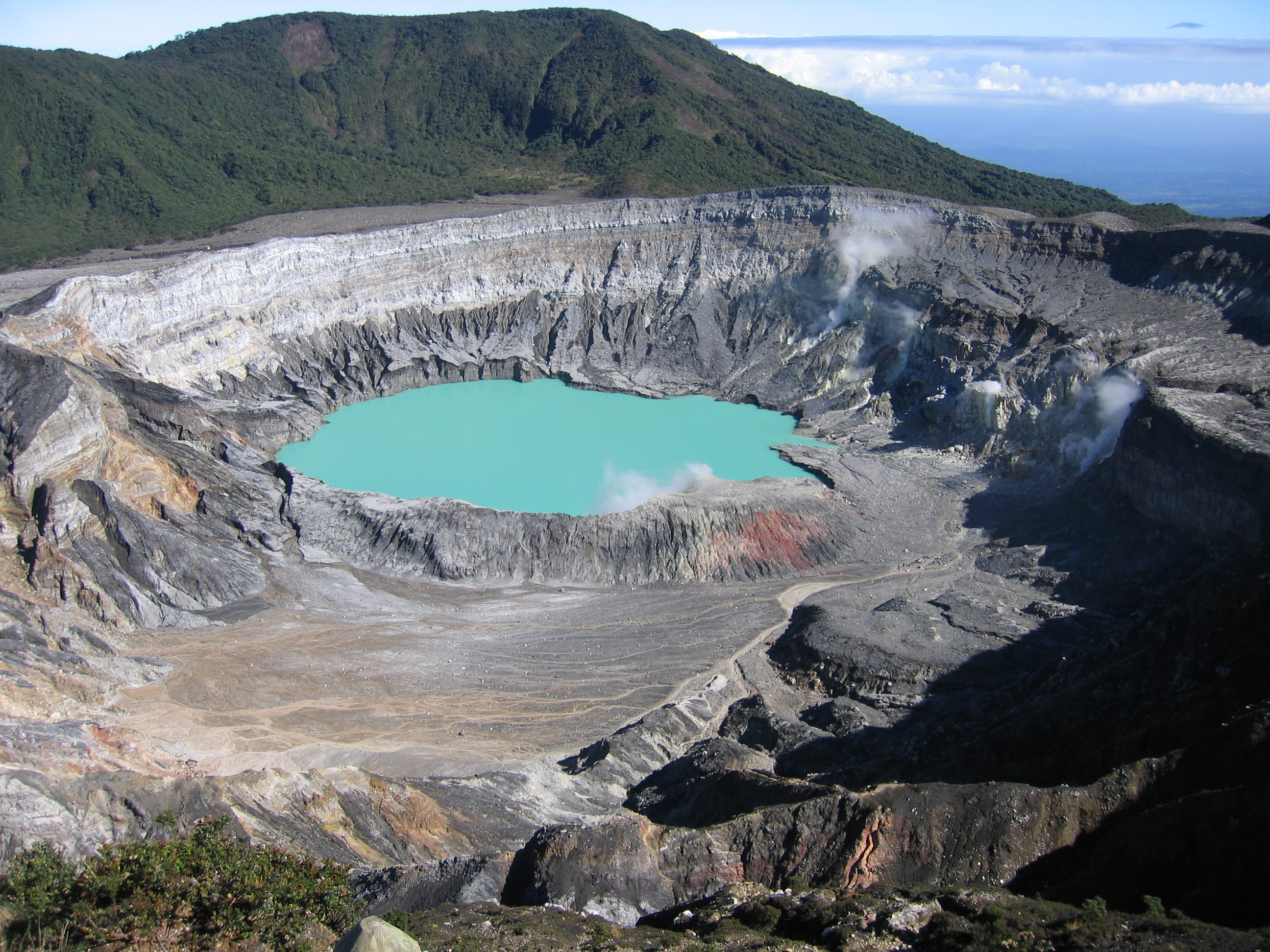
El Cráter del Volcán Poás es uno de los destinos favoritos de los turistas extranjeros.

El turismo es un sector económico importante en el país. En 2018, Costa Rica fue el 74° país más visitado del mundo y tuvo 3 millones de turistas internacionales. Los ingresos por turismo este año fueron de $ 3.9 mil millones.
El ecoturismo es extremadamente popular entre los turistas extranjeros que visitan la amplia cantidad de parques nacionales y áreas protegidas que existen por todo el país. Costa Rica fue uno de los pioneros en ecoturismo y es reconocido como uno de los pocos destinos internacionales con verdaderas opciones de turismo ecológico. En la clasificación del Índice de Competitividad en Viajes y Turismo de 2008, Costa Rica alcanzó el lugar 44, siendo el primer clasificado entre países de América Latina. Las ventajas competitivas para desarrollar emprendimientos turísticos son en el área de recursos humanos, culturales y naturales, en la cual Costa Rica se clasifica en el lugar 24 a nivel mundial, y clasifica en el sétimo lugar cuando se considera solo el factor recursos naturales. 
Con ingresos de US$ 1900 millones al año, la industria turística, Costa Rica destaca como el destino más visitado de América Central, con un total de 1,9 millones de turistas extranjeros en 2007. Con 460 visitantes por cada mil habitantes, Costa Rica tienen uno de los índices más altos de turistas per cápita de la Cuenca del Caribe. La mayoría de los visitantes extranjeros proviene de los Estados Unidos y Canadá (46%), y de países de la Unión Europea (16%), lo que le permite recibir en media aproximadamente US$1000 por visitante, valor por visita entre los más altos de América Latina. En 2005 el turismo contribuyó con un 8,1% del PIB del país, y representó un 13,3% de los empleos directos e indirectos. Desde inicios de los años 2000, el turismo genera para el país más ingreso de divisas que la exportación de banano o café juntos.

## Retos en el futuro
La economía costarricense emergió de la recesión en 1997 con indicadores muy positivos hasta la recesión económica del 2008, donde mostró un estancamiento en ese mismo año y un retroceso en el 2009 del -1.1%. Después de un crecimiento de la economía del 8.8% en 2006 con Federico Carrillo Zürcher como Ministro de Hacienda, el producto interior bruto (PIB) ha tendido a disminuir en el 2007, 2008 y 2009. Entre los retos para Costa Rica se encuentra la recuperación de la reciente crisis económica que golpeó fuertemente el sector turismo, la construcción y exportaciones primordialmente; aunque se espera para el 2010 un crecimiento del 4%, todavía queda mucho por recuperar, entre ellas el incremento en el déficit fiscal liderado por la exportaciones de las zonas francas y el sector turístico, que actualmente es la principal fuente de ingresos del país. El Banco Central de Costa Rica atribuye casi la mitad del crecimiento sostenido desde 1999 a la producción de la fábrica de ensamblaje que la Corporación [Intel] tiene en el país desde 1997. La inflación, medida por el Índice de Precios al Consumo (IPC), fue de un 4,6% en 2009.

## Infraestructura
Uno de los desafíos más grandes de Costa Rica para su crecimiento económico, atracción de inversión y competitividad radica en la infraestructura en todos sus ámbitos, Costa Rica cuenta con un rezago infraestructural de más de 25 años, y muchas de las obras de infraestructura que existen, principalmente puentes, se encuentran en un estado realmente crítico.
El Valle Central se conecta a las costas pacífica y caribeña, principalmente mediante las carreteras 1 Interamericana y 27 (pacífico) y 32 (ruta al Caribe). La carretera 27 es una ruta recién construida, concesionada y supone una conexión directa entre San José y los diferentes destinos turísticos en la costa pacífica.
La capacidad de los aeropuertos del país, Juan Santamaría (SJO) y Daniel Oduber Quirós en Liberia, ha sido superada por la creciente demanda de pasajeros debido al auge del turismo, y su ampliación mediante la figura de concesión privada ha avanzado muy lentamente. La capacidad de los puertos también ha resultado muy insuficiente para mantener el ritmo de crecimiento del comercio marítimo. Ya no cuentan con suficiente capacidad y el equipo está en malas condiciones. El sistema de ferrocarriles no funciona desde 1994, a excepción del tren urbano en San José y unas pocas líneas reactivadas por las empresas bananeras de capital estadounidense, en la zona caribeña.

## Estadísticas de 2022
En 2022 la economía de Costa Rica experimentó varios cambios y desafíos: a nivel global la inflación comenzó a disminuir debido a la recuperación de la oferta después de la pandemia de COVID-19, políticas monetarias restrictivas y la moderación de los precios de las materias primas. Sin embargo la inflación aún estaba por encima de los objetivos de los bancos centrales en todo el mundo lo que llevó a aumentos en las tasas de interés de referencia en muchos países.
En Costa Rica la inflación también comenzó a desacelerarse en parte debido a la disminución de las presiones de choques externos, como la caída de los precios de las materias primas y a la política monetaria más estricta. A pesar de esto la inflación seguía siendo superior a la meta del Banco Central. La economía local mostró menor dinamismo en el último trimestre de 2022, en línea con la desaceleración económica global.
A lo largo del año el Producto interno bruto (PIB) ascendió a US$68 380,8 millones para una tasa de crecimiento de 4.3% que aunque fue inferior al crecimiento de 2021 esto estuvo influenciado por la recuperación después de la contracción económica en 2020 debido a la pandemia. El ingreso per cápita del 2022 se ubicó en US$25 005 y el crecimiento económico contribuyó positivamente a la confianza de los empresarios y consumidores y se crearon alrededor de 80 000 nuevos puestos de trabajo, lo que redujo la tasa de desempleo aunque esta aún se mantuvo por encima de los niveles históricos.
Las finanzas públicas mejoraron en 2022 debido a esfuerzos para contener el gasto y mejorar la recaudación, todo esto en un contexto de crecimiento económico y apreciación de la moneda local. Esto redujo el valor nominal de la deuda en moneda extranjera y permitió una reducción significativa en la relación deuda/PIB, avanzando hacia la sostenibilidad fiscal.
El déficit de la cuenta corriente de la balanza de pagos aumentó debido al deterioro en los términos de intercambio y la cuenta de ingreso primario. A pesar de esto, las exportaciones, especialmente las de los regímenes especiales bajo las que operan las zonas francas, y la cuenta de servicios mostraron un buen desempeño.
| Importaciones    | Importaciones     | Importaciones | Exportaciones    | Exportaciones    | Exportaciones |
| País             | Valor             | Porcentaje    | País             | Valor            | Porcentaje    |
| ---------------- | ----------------- | ------------- | ---------------- | ---------------- | ------------- |
| Estados Unidos   | US$10 950 157 082 | 44.25         | Estados Unidos   | US$8 117 311 924 | 45.34         |
| China            | US$3 273 313 833  | 13.23         | Países Bajos     | US$1 249 629 041 | 6.98          |
| México           | US$1 306 943 677  | 5.28          | Guatemala        | US$871 940 339   | 4.87          |
| Malasia          | US$708 334 613    | 2.86          | Bélgica          | US$865 792 669   | 4.84          |
| Japón            | US$608 546 271    | 2.46          | Panamá           | US$674 200 862   | 3.77          |
| Los demás países | US$7 897 164 412  | 31.92         | Los demás países | US$6 122 788 885 | 34.20         |

### Composición del PIB por sector
| Componente                                                                             | Valor       | Composición porcentual | Tasa de variación anual |
| -------------------------------------------------------------------------------------- | ----------- | ---------------------- | ----------------------- |
| Impuestos a los productos y las importaciones                                          | 3 599 531,1 | 8,1                    | 12,6                    |
| Agricultura, silvicultura y pesca                                                      | 1 779 756,1 | 4,0                    | 2,8                     |
| Minas y canteras                                                                       | 142 806,4   | 0,3                    | 4,1                     |
| Manufactura                                                                            | 6 343 262,5 | 14,3                   | 12,7                    |
| Electricidad, agua y servicios de saneamiento                                          | 1 042 012,2 | 2,4                    | 5,2                     |
| Construcción                                                                           | 1 688 960,1 | 3,8                    | 1,9                     |
| Comercio al por mayor y al por menor, reparación de vehículos                          | 4 242 920,2 | 9,6                    | 16,4                    |
| Transporte y almacenamiento                                                            | 1 972 833,3 | 4,5                    | 15,4                    |
| Actividades de alojamiento y servicios de comida                                       | 1 301 223,3 | 2,9                    | 22,0                    |
| Información y comunicaciones                                                           | 2 161 025,1 | 4,9                    | 17,4                    |
| Actividades financieras y de seguros                                                   | 2 398 208,5 | 5,4                    | 10,6                    |
| Actividades inmobiliarias                                                              | 3 181 292,5 | 7,2                    | 4,2                     |
| Actividades profesionales, científicas, técnicas, administrativas y servicios de apoyo | 5 717 223,9 | 12,9                   | 13,2                    |
| Administración pública y planes de seguridad social de afiliación obligatoria          | 1 564 233   | 3,5                    | -0,5                    |
| Enseñanza y actividades de la salud humana y de asistencia social                      | 5 772 531,4 | 13,0                   | 5,6                     |
| Otras actividades                                                                      | 1 343 870,1 | 3,0                    | 12,4                    |

## Evolución histórica del producto interno bruto (nominal)

### Década de 1960
A comienzos de la Años 60, Costa Rica poseía un producto interno bruto (nominal) de USD 508 millones. Para el año 1969, el PIB del país llegó a los USD 854 millones. La economía costarricense tuvo un crecimiento del 68,1% durante esta década con respecto al PIB del año 1960. 
| Gráfica del crecimiento del producto interno bruto de Costa Rica 1960-1969 |
| -------------------------------------------------------------------------- |
|                                                                            |
| Fuente: Fondo Monetario Internacional                                      |
| Gráfica elaborada por: Wikipedia                                           |

### Década de 1970
A comienzos de la Años 70, Costa Rica poseía un producto interno bruto (nominal) de USD 985 millones. Para el año 1979, el PIB del país llegó a los USD 4.036 millones. La economía costarricense tuvo un crecimiento del 309,7% durante esta década con respecto al PIB del año 1970. 
| Gráfica del crecimiento del producto interno bruto de Costa Rica 1970-1979 |
| -------------------------------------------------------------------------- |
|                                                                            |
| Fuente: Fondo Monetario Internacional                                      |
| Gráfica elaborada por: Wikipedia                                           |

### Década de 1980
A comienzos de la Años 80, Costa Rica poseía un producto interno bruto (nominal) de USD 4.956 millones. Para el año 1989, el PIB del país llegó a los USD 5.360 millones. La economía costarricense tuvo un crecimiento del 8,0% durante esta década con respecto al PIB del año 1980. 
| Gráfica del crecimiento del producto interno bruto de Costa Rica 1980-1989 |
| -------------------------------------------------------------------------- |
|                                                                            |
| Fuente: Fondo Monetario Internacional                                      |
| Gráfica elaborada por: Wikipedia                                           |

### Década de 1990
A comienzos de la Años 90, Costa Rica poseía un producto interno bruto (nominal) de USD 5.858 millones. Para el año 1999, el PIB del país llegó a los USD 16.205 millones. La economía costarricense tuvo un crecimiento del 176,6% durante esta década con respecto al PIB del año 1990. 
| Gráfica del crecimiento del producto interno bruto de Costa Rica 1990-1999 |
| -------------------------------------------------------------------------- |
|                                                                            |
| Fuente: Fondo Monetario Internacional                                      |
| Gráfica elaborada por: Wikipedia                                           |

### Década de 2000
A comienzos de la Años 2000, Costa Rica poseía un producto interno bruto (nominal) de USD 16.359 millones. Para el año 2009, el PIB del país llegó a los USD 30.143 millones. La economía costarricense tuvo un crecimiento del 84,2% durante esta década con respecto al PIB del año 2000. 
| Gráfica del crecimiento del producto interno bruto de Costa Rica 2000-2009 |
| -------------------------------------------------------------------------- |
|                                                                            |
| Fuente: Fondo Monetario Internacional                                      |
| Gráfica elaborada por: Wikipedia                                           |

### Década de 2010
A comienzos de la Años 10, Costa Rica poseía un producto interno bruto (nominal) de USD 37.238 millones. Para el año 2015, el PIB del país llegó a los USD 52.898 millones. Hasta la actualidad (2015) la economía costarricense tuvo un crecimiento del 42,0% durante esta década con respecto al PIB del año 2010. 
| Gráfica del crecimiento del producto interno bruto de Costa Rica 2010-2019 |
| -------------------------------------------------------------------------- |
|                                                                            |
| Fuente: Fondo Monetario Internacional                                      |
| Gráfica elaborada por: Wikipedia                                           |

## Evolución histórica del PIB per cápita

### Década de 1960
El PIB per cápita de Costa Rica a principios de los años 60 fue de 381 Dólares. A finales de la década (1969), Costa Rica llegó a los 475 Dólares, habiendo elevado en un 24,6% con respecto a 1960.
El PIB per cápita de Costa Rica a principios de los años 70 fue de 533 Dólares. A finales de la década (1979), Costa Rica llegó a los 1.734 Dólares, habiendo elevado en un 225,3% su PIB per cápita con respecto a 1970.
| Año  | PIB per cápita en Dólar US$ | Año  | PIB per cápita en Dólar US$ |
| 1960 | 381 Dólares                 | 1970 | 533 Dólares                 |
| 1961 | 355 Dólares                 | 1971 | 567 Dólares                 |
| 1962 | 335 Dólares                 | 1972 | 636 Dólares                 |
| 1963 | 345 Dólares                 | 1973 | 766 Dólares                 |
| 1964 | 353 Dólares                 | 1974 | 815 Dólares                 |
| 1965 | 373 Dólares                 | 1975 | 935 Dólares                 |
| 1966 | 394 Dólares                 | 1976 | 1.121 Dólares               |
| 1967 | 413 Dólares                 | 1977 | 1.392 Dólares               |
| 1968 | 443 Dólares                 | 1978 | 1.555 Dólares               |
| 1969 | 475 Dólares                 | 1979 | 1.734 Dólares               |

### Década de 1980 y Década de 1990
El PIB per cápita de Costa Rica a principios de los años 80 fue de 2.153 Dólares. A finales de la década (1989), Costa Rica llegó a los 1.801 Dólares, habiendo decrecido en un 19,5% su PIB per cápita con respecto a 1980.
El PIB per cápita de Costa Rica a principios de los años 90 fue de 1.920 Dólares. A finales de la década (1999), Costa Rica llegó a los 4.223 Dólares, habiendo elevado en un 119,9% su PIB per cápita con respecto a 1990.
| Año  | PIB per cápita en Dólar US$ | Año  | PIB per cápita en Dólar US$ |
| 1980 | 2.153 Dólares               | 1990 | 1.920 Dólares               |
| 1981 | 1.135 Dólares               | 1991 | 2.354 Dólares               |
| 1982 | 1.095 Dólares               | 1992 | 2.756 Dólares               |
| 1983 | 1.284 Dólares               | 1993 | 3.019 Dólares               |
| 1984 | 1.451 Dólares               | 1994 | 3.211 Dólares               |
| 1985 | 1.510 Dólares               | 1995 | 3.464 Dólares               |
| 1986 | 1.645 Dólares               | 1996 | 3.409 Dólares               |
| 1987 | 1.647 Dólares               | 1997 | 3.599 Dólares               |
| 1988 | 1.632 Dólares               | 1998 | 3.860 Dólares               |
| 1989 | 1.801 Dólares               | 1999 | 4.223 Dólares               |

### Década de 2000
El PIB per cápita de Costa Rica a principios de los años 2000 fue de 4.294 Dólares. A finales de la década (2009), Costa Rica llegó a los 6.744 Dólares, habiendo elevado en un 57,0% su PIB per cápita con respecto al año 2000.
El PIB per cápita de Costa Rica a principios de los años 10 fue de 8.213 Dólares. Hasta mediados de la década (2015), Costa Rica llegó a los 11.119 Dólares, habiendo elevado en un 35,3% con respecto a 2010.
| Año  | PIB per cápita en Dólar US$ | PIB per cápita en Euro €$ | Año  | PIB per cápita en Dólar US$ | PIB per cápita en Euro €$ |
| 2000 | 4.294 Dólares               | 4.530 Euros               | 2010 | 8.213 Dólares               | 6.034 Euros               |
| 2001 | 4.257 Dólares               | 4.633 Euros               | 2011 | 9.212 Dólares               | 6.454 Euros               |
| 2002 | 4.296 Dólares               | 4.435 Euros               | 2012 | 9.985 Dólares               | 7.571 Euros               |
| 2003 | 4.398 Dólares               | 3.791 Euros               | 2013 | 10.536 Dólares              | 7.877 Euros               |
| 2004 | 4.595 Dólares               | 3.602 Euros               | 2014 | 10.426 Dólares              | 7.838 Euros               |
| 2005 | 4.859 Dólares               | 3.802 Euros               | 2015 | 11.119 Dólares              | 10.020 Euros              |
| 2006 | 5.401 Dólares               | 4.193 Euros               | 2016 |                             |                           |
| 2007 | 6.221 Dólares               | 4.425 Euros               | 2017 |                             |                           |
| 2008 | 6.950 Dólares               | 4.604 Euros               | 2018 |                             |                           |
| 2009 | 6.744 Dólares               | 4.721 Euros               | 2019 |                             |                           |

## Costa Rica en el contexto internacional
La economía de Costa Rica a lo largo de su historia se ha basado en la agricultura, logrando mantener una situación estable. En los últimos años se han ido desarrollando los sectores turístico y tecnológico, formando parte a día de hoy de la base sólida en la que se sustenta la economía de este país.
A diferencia de otros países de Latinoamérica, Costa Rica ha gozado de una paz duradera con un sistema democrático maduro. Durante este tiempo realizó grandes inversiones en educación, salud e infraestructura social. Por lo que la estabilidad política y el alto nivel de formación de sus habitantes atrajeron a multitud de inversores extranjeros, con lo que se consiguió la recepción de un volumen importante de divisas. Aunque sufrió la crisis financiera de principio de los años ochenta, llevó a cabo unas reformas estructurales que le permitieron solventar la situación, abriendo el mercado a las exportaciones (siendo el primer exportador per cápita de Latinoamérica en los años noventa), y desarrollando una economía de bienes y servicios, como por ejemplo, las industrias de microprocesadores, procesado de alimentos y textil. 
Los datos macroeconómicos indican que Costa Rica es un país en constante crecimiento, aumentando su producto interior bruto según el Banco Mundial desde el año 2000 un 157% y la renta per cápita un 133% en el mismo período. A nivel social, se destacan los parámetros referidos a su tasa de natalidad (inferior a 2 niños por mujer) con una tendencia bajista, lo que contrarresta con el incremento de la población en los últimos años (un 20%) debido en gran medida a la inmigración de países vecinos.
| Indicador                               | Valor                                              | Posición en el mundo                                          | Incremento                                                                                  |
| --------------------------------------- | -------------------------------------------------- | ------------------------------------------------------------- | ------------------------------------------------------------------------------------------- |
| producto interior bruto (nominal)       | 41.006.961.000 $ Fuente: Banco Mundial (2011)      | Países más ricos del mundo por PIB Puesto 79.º                | 15.946.326.016 $ en 2000 (incr: 157,2%) Fuente: Ficha de Costa Rica en Banco Mundial        |
| Superficie                              | 51.100 km² Fuente: Banco Mundial (2010)            | Países más extensos del mundo Puesto 125.º                    | 51 100 km² en 2008 (incr: 0%) Fuente: Ficha de Costa Rica en Banco Mundial                  |
| Población                               | 4.726.575 personas Fuente: Banco Mundial (2011)    | Países más poblados del mundo Puesto 117.º                    | 3.928.797 personas en 2000 (incr: 20,3%) Fuente: Ficha de Costa Rica en Banco Mundial       |
| Emisiones de CO2                        | 1,8 toneladas Fuente: Banco Mundial (2009)         | Países con mayores emisiones de CO2 Puesto 111.º              | 1407 toneladas en 2000 (incr: 27,9%) Fuente: Ficha de Costa Rica en Banco Mundial           |
| Renta per cápita                        | 8.647 $ Fuente: Banco Mundial (2011)               | Países con mayor Renta Per Cápita Puesto 38.º                 | 3.710 $ en 2000 (incr: 133,1%) Fuente: Ficha de Costa Rica en Banco Mundial                 |
| Tasa de natalidad                       | 1,8 personas Fuente: Banco Mundial (2012)          | Países con mayor natalidad (niños por mujer) Puesto 130.º     | 2,402 personas en 2000 (incr: -25,1%) Fuente: Ficha de Costa Rica en Banco Mundial          |
| Crecimiento económico                   | 4,2 % Fuente: Banco Mundial (2011)                 | Economías de mayor crecimiento Puesto 85.º                    | 1,8 % en 2000 (incr: 133,3%) Fuente: Ficha de Costa Rica en Banco Mundial                   |
| % usuarios Internet                     | 42,1 % Fuente: Banco Mundial (2011)                | Países con mayor tasa de usuarios de Internet Puesto 81.º     | 5,8 % en 2000 (incr: 625,9%) Fuente: Ficha de Costa Rica en Banco Mundial                   |
| Promedio de días para crear una empresa | 24 días Fuente: Banco Mundial (2011)               | Países más rápidos para montar una empresa Puesto 20.º        | 77 días en 2003 (incr: -22,1%) Fuente: Ficha de Costa Rica en Banco Mundial                 |
| Consumo de energía por habitante        | 1.084 kilogramos Fuente: Banco Mundial (2008)      | Países con mayor consumo de energía por habitante Puesto 79.º | 841,99 kilogramos en 2000 (incr: 28,7%) Fuente: Ficha de Costa Rica en Banco Mundial        |
| Terreno dedicado a agricultura          | 35,3 % Fuente: Banco Mundial (2009)                | Países con más terreno dedicado a la agricultura Puesto 108.º | 56,11 % en 2000 (incr: -37,1%) Fuente: Ficha de Costa Rica en Banco Mundial                 |
| Potencia eléctrica consumida            | 1.855 kilovatios-hora Fuente: Banco Mundial (2010) | Países con más potencia eléctrica consumida Puesto 48.º       | 1.517,51 kilovatios-hora en 2000 (incr: 22,2%) Fuente: Ficha de Costa Rica en Banco Mundial |
| Superficie forestal                     | 26.050 km² Fuente: Banco Mundial (2010)            | Países con mayor superficie forestal Puesto 96.º              | 23.760 km² en 2000 (incr: 9,6%) Fuente: Ficha de Costa Rica en Banco Mundial                |
| Carreteras pavimentadas                 | 26 % Fuente: Banco Mundial (2009)                  | Países con más carreteras pavimentadas Puesto 44.º            | 22 % en 2000 (incr: 18,2%) Fuente: Ficha de Costa Rica en Banco Mundial                     |
| Índice de Competitividad Global         | 4,336 Fuente: Foro Económico Mundial (2013)        | Países más competitivos Puesto 57.º                           | 4,25 en 2007 (incr: 2%) Fuente: Ficha de Costa Rica en Foro Económico Mundial               |